# Meron Estefanos
Meron Estefanos, född 6 januari 1974, är en svensk-eritreanska människorättsaktivist, journalist, opinionsbildare och debattör.
Hon är programledare för ”Röster från eritreanska flyktingar”, ett eget radioprogram på den regimkritiska radionstationen Radio Erena, genom vilket hon når ut till eritreaner över hela världen. Hon är medgrundare till International Commission on Eritrean Refugees(ICER), i Stockholm, Sverige,  och hon är en regelbunden skribent på den ledande exileritreanska nyhetssajten Asmarino.
Som människorättsaktivist hjälper hon folk över hela världen att spåra försvunna anhöriga, exempelvis vid ön Lampedusa i Medelhavet i samband med en av de största flyktingkatastroferna i området.
Hon har uppmärksammats för sitt engagemang för den fängslade journalisten Dawit Isaak, och år 2011 mottog hon Dawit Isaak-priset av publicistklubben.
I dokumentärfilmen Sound of Torture från 2013 får man följa hennes arbete med att hjälpa flyktingar från Eritrea som på sin väg mot Israel kidnappas och torteras för att pressa fram lösensummor från anhöriga. 
Hennes kamp för frihet och demokrati i Eritrea sker också genom att hon är aktiv i människorättsorganisationen EMDHR, Eritrean Movement for Democracy and Human Rights.